# Laura Weider (Schauspielerin)
Laura Weider (* 1982 in Bonn) ist eine deutsche Schauspielerin.

## Leben und Werk
Nach dem Besuch des Konrad-Adenauer-Gymnasiums in ihrer Heimatstadt, das sie mit der allgemeinen Hochschulreife verließ, studierte Laura Weider von 2003 bis 2006 an der Berufsfachschule für Schauspiel, Bewegung und Tanz in Köln. Seit 2005 hatte sie daneben privaten Schauspielunterricht bei Florian Reiners sowie Rollenstudium bzw. Rollenarbeit bei Arved Birnbaum, Zeljka Preksavec und Walter Gontermann. Bei Antonio Ferreira und Bernard Hiller belegte sie Meisner-Workshops und bestand im Februar 2008 die ZBF-Prüfung.
2002 gab Laura Weider in der Rolle der Lucie in Goethes Stella am Euro Theater Central Bonn in Bonn ihr Bühnendebüt. Weitere Stationen ihrer Bühnenlaufbahn waren neben verschiedenen kleineren Bühnen in Köln das Kresch Theater in Krefeld und die Darmstädter Mausefalle, die Landesbühne Rheinland-Pfalz und das Theater am Schlachthof Neuss. Weider spielte in unterschiedlichen Stücken wie Wolfgang Borcherts Draußen vor der Tür, als Caliban in Shakespeares Der Sturm, in Creeps von Lutz Hübner oder Geschlossene Gesellschaft von Jean-Paul Sartre.
Gelegentlich steht Laura Weider auch vor der Kamera. Neben Rollen in diversen Kurzfilmen war sie 2006 in Willkommen 2020, einer Produktion aus der ZDF-Reihe Das kleine Fernsehspiel zu sehen, 2011 spielte sie eine Nebenrolle in einer Folge der Serie SOKO Köln.
Darüber hinaus ist Laura Weider als Sprecherin in verschiedenen Bereichen tätig. Sie lebt in Köln und spricht neben ihrer Muttersprache Deutsch fließend Ungarisch.

## Filmografie
Quelle: Homepage Laura Weider
- 2003: Milchkaffee (Kurzfilm)
- 2003: Hacke – Spitze (Kurzfilm)
- 2005: Kurierfahrt durch die Nacht (Kurzfilm)
- 2005: Bettgeflüster (Kurzfilm)
- 2006: Handtaschenfieber
- 2006: Willkommen 2020
- 2007: Davaj, Baby, davaj
- 2008: Über die Grenzen
- 2008: Final Girl
- 2010: Hausnummer 19
- 2010: Zoey
- 2010: Edwin und die Langeweile
- 2011: Holidays
- 2011: SOKO Köln – Waschen, schneiden, töten
- 2012: Unter uns
- 2015: In sieben Tagen (Kurzfilm)[4]
- 2017: Einsatz in Köln – Die Kommissare
- 2018: Unter uns